# 미호역
미호역(美湖驛)은 조치원역 기점으로 7.6km 정도 떨어져 있는 지점에 위치해 있었던 충북선의 역이었다.

## 연혁
- 1921년 11월 1일 : 충북선 조치원 - 청주간 개통에 따라 월곡역(月谷驛)으로 개업[1]
- 1955년 7월 1일 : 충북월곡역(忠北月谷驛)에서 미호역(美湖驛)으로 역명 변경[2]
- 1969년 8월 1일 : 무인화[3]
- 1974년 8월 15일 : 충북선 복선화로 인해 폐역[4]